# 塔德乌什·卡斯普日茨基
塔德乌什·卡斯普日茨基（波蘭語：Tadeusz Kasprzycki，1891年1月16日—1978年12月4日），是波兰第二共和国时期的陆军少将。卡斯普日茨基曾是波兰军团成员，后加入毕苏斯基阵营担任第19步兵师师长。1935年5月毕苏斯基去世，他继任国防部长并晋升为少将。1939年9月德波战争爆发后，他跟随莫希齐茨基政府转移到罗马尼亚但遭到拘押，最后经土耳其流亡英国。